# Матриця Коші
В математиці, матриця Коші (названа в честь Огюстена Луї Коші) — це m×n-матриця з елементами вигляду:
{\displaystyle a_{ij}={\frac {1}{x_{i}-y_{j}}};\quad x_{i}-y_{j}\neq 0,\quad 1\leqslant i\leqslant m,\quad 1\leqslant j\leqslant n}
де {\displaystyle x_{i}} та {\displaystyle y_{j}} є елементами поля {\displaystyle {\mathcal {F}}}, а послідовності {\displaystyle (x_{i})} та {\displaystyle (y_{j})} таких елементів є ін'єкційними (не містять повторюваних елементів).
Матриця Гільберта є окремим випадком матриці Коші при
{\displaystyle x_{i}-y_{j}=i+j-1.\;}
Кожна підматриця (матриця, яка виходить в результаті викреслювання певного рядка і стовпця) матриці Коші також є матрицею Коші.

## Визначники Коші
Визначник квадратної матриці Коші є раціональної функцією параметрів {\displaystyle (x_{i})} та {\displaystyle (y_{j})}. Якщо ці послідовності не ін'єктівні, то визначник дорівнює нулю. Якщо деякі {\displaystyle x_{i}} прямують до {\displaystyle y_{j}}, то визначник прямує до нескінченності. Таким чином, частина множин нулів і полюсів визначника Коші заздалегідь відома. Насправді інших нулів і полюсів немає.
Явний вигляд визначника квадратної матриці Коші A, або просто визначник Коші:
{\displaystyle \det \mathbf {A} ={{\prod _{i=2}^{n}\prod _{j=1}^{i-1}(x_{i}-x_{j})(y_{j}-y_{i})} \over {\prod _{i=1}^{n}\prod _{j=1}^{n}(x_{i}-y_{j})}}}     (Schechter 1959, eqn 4).
Він завжди не дорівнює нулю, таким чином, матриці Коші є оборотними. Обернена матриця A−1 =B= [bij] має вигляд:
{\displaystyle b_{ij}=(x_{j}-y_{i})A_{j}(y_{i})B_{i}(x_{j})\,}     (Schechter 1959, Theorem 1)
де Ai(x) и Bi(x) — многочлени Лагранжа для послідовностей {\displaystyle (x_{i})} і {\displaystyle (y_{j})}, відповідно. Тобто
{\displaystyle A_{i}(x)={\frac {A(x)}{A^{\prime }(x_{i})(x-x_{i})}}} і {\displaystyle \quad B_{i}(x)={\frac {B(x)}{B^{\prime }(y_{i})(x-y_{i})}},}
де
{\displaystyle A(x)=\prod _{i=1}^{n}(x-x_{i})} і {\displaystyle \quad B(x)=\prod _{i=1}^{n}(x-y_{i}).}

## Узагальнення
Матриця C називається матрицею типу Коші, якщо вона має вигляд
{\displaystyle C_{ij}={\frac {r_{i}s_{j}}{x_{i}-y_{j}}}.}
Позначивши X=diag(xi), Y=diag(yi), отримаємо, що матриці типу Коші (зокрема, просто матриці Коші) задовольняють зміщеному рівнянню:
{\displaystyle \mathbf {XC} -\mathbf {CY} =rs^{\mathrm {T} }}
(в разі матриць Коші {\displaystyle r=s=(1,1,\ldots ,1)}). Відповідно матриці типу Коші мають загальну зміщену структуру, що може бути використано при роботі з такими матрицями. Наприклад, відомі алгоритми для
- наближеного множення матриці Коші на вектор за {\displaystyle O(n\log n)} операцій,
- LU-розкладання за {\displaystyle O(n^{2})} операцій (алгоритм GKO), і відповідний алгоритм рішення систем лінійних рівнянь з такими матрицями,
- нестійкі алгоритми для вирішення систем лінійних рівнянь за {\displaystyle O(n\log ^{2}n)} операцій.

Через {\displaystyle n} позначений розмір матриці (зазвичай мають справу з квадратними матрицями, хоча всі вищенаведені алгоритми легко можуть бути узагальнені на прямокутні матриці).